# Hemaris tityus
La esfinge abejorro de orla estrecha
(Hemaris tityus) es una especie de lepidóptero ditrisio de la familia Sphingidae que se encuentra en Europa templada, Oriente medio, hasta el oeste de China.

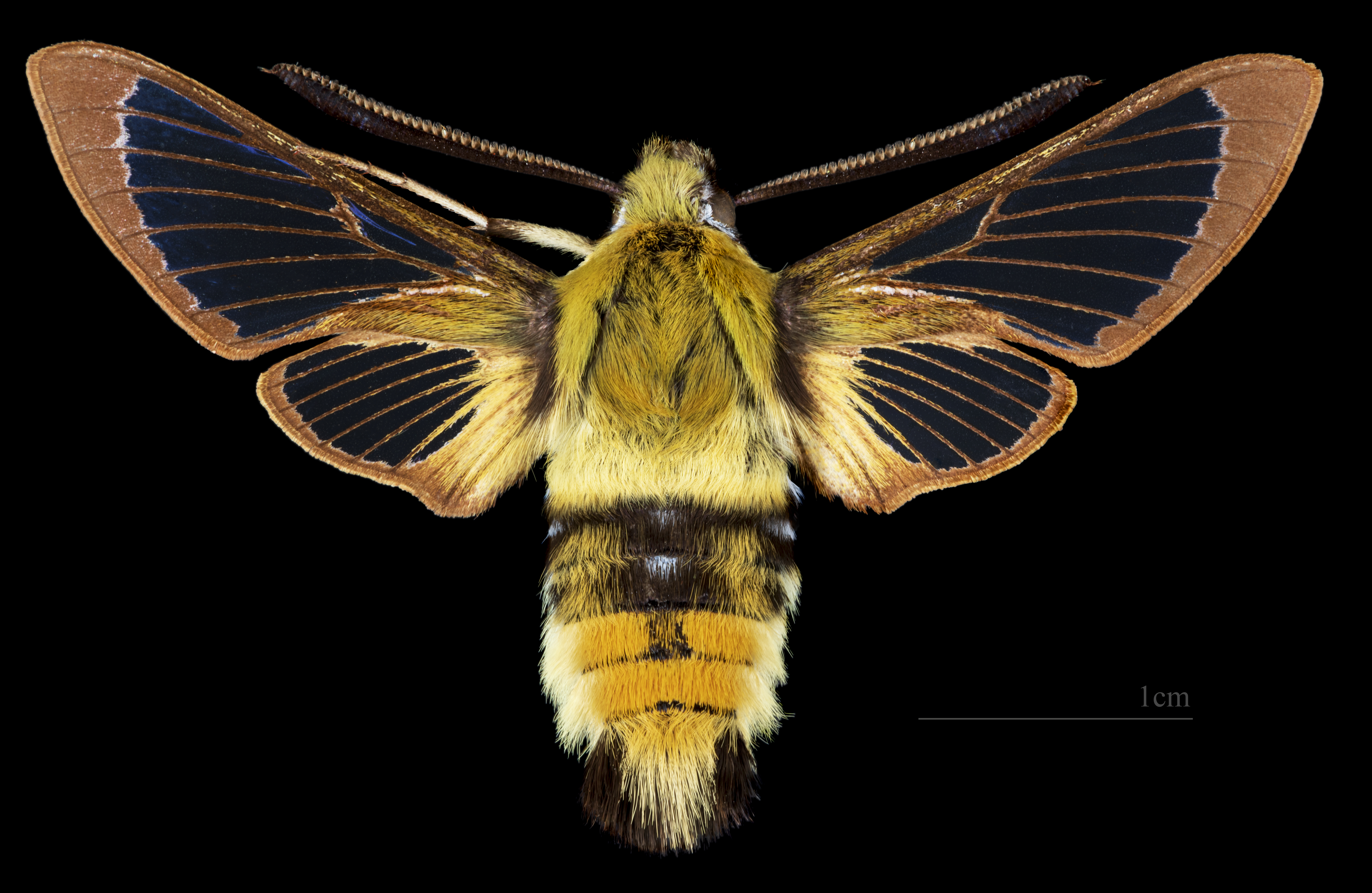
Hemaris tityus ♂
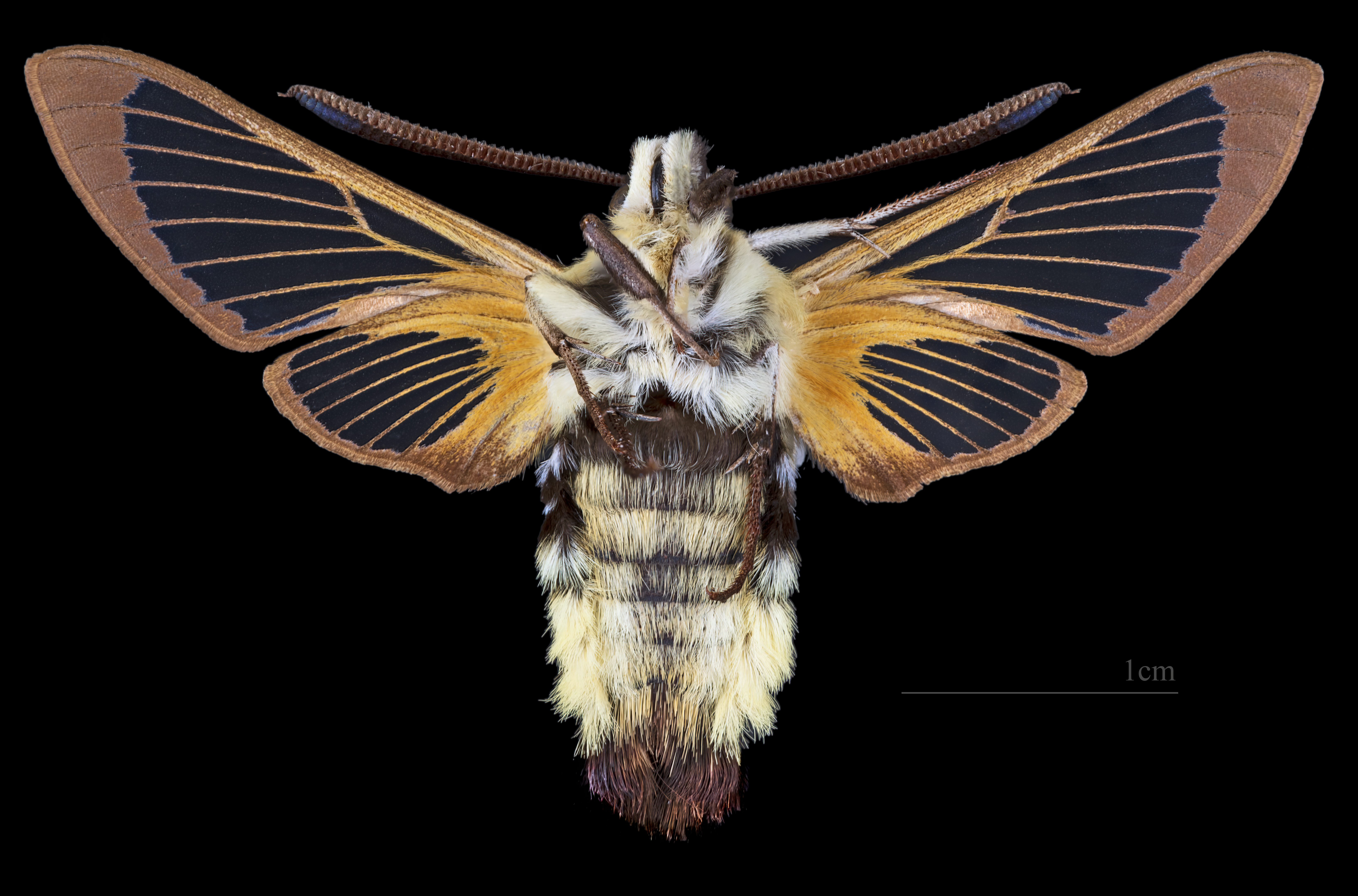
Hemaris tityus ♂   △
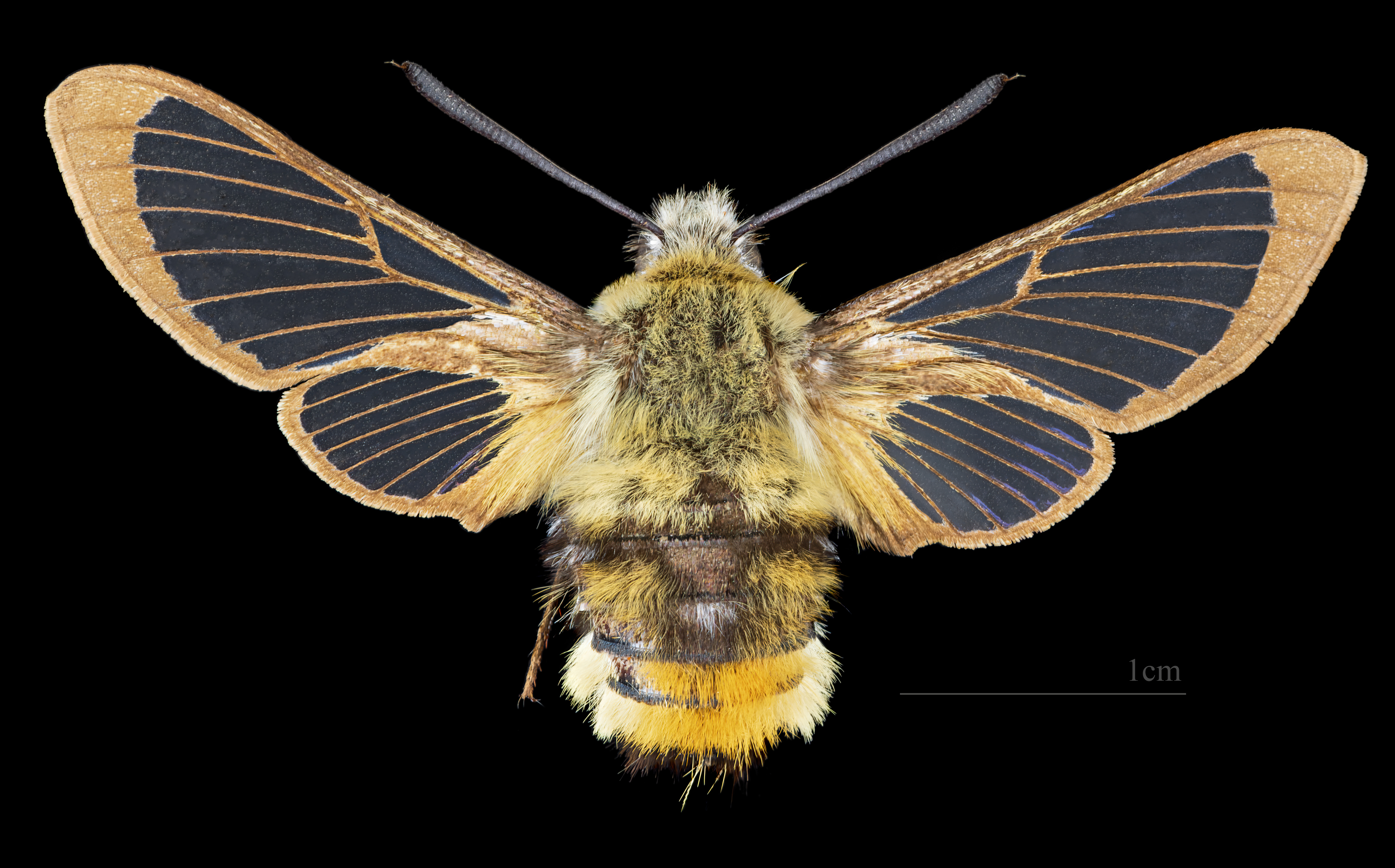
Hemaris tityus ♀
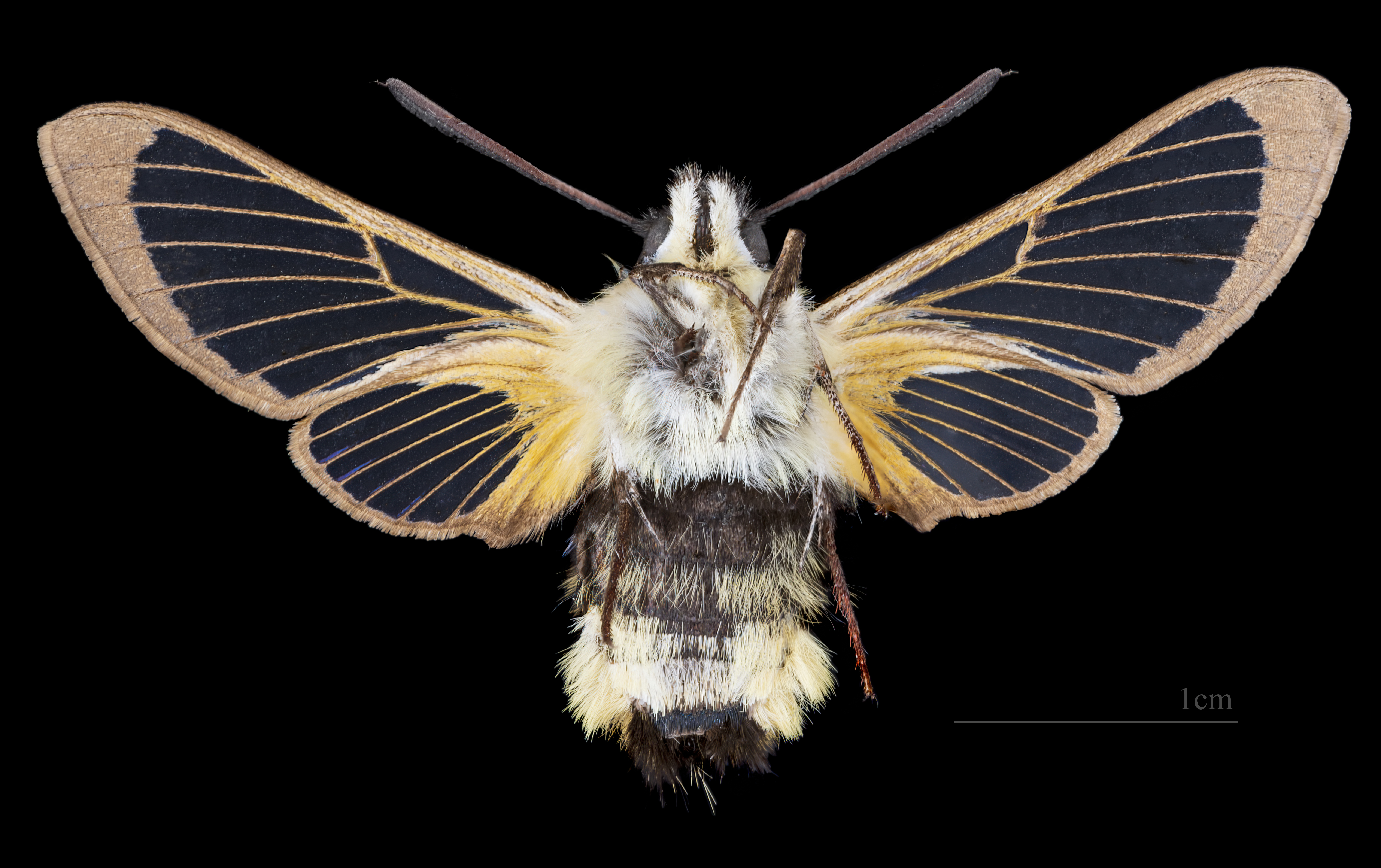
Hemaris tityus ♀ △